# Nintendo DSi
Nintendo DSi (японський: ニ ン テ ン ド ー DSi Хепберн: Нінтендо dì Ешу Ai) — портативна ігрова консоль з двома екранами, випущена Nintendo. Консоль була запущена в Японії 1 листопада 2008 року, і в усьому світі, починаючи з квітня 2009 року. Вона є третьою ітерацією Nintendo DS. Четверта ітерація, Nintendo DSi XL, є більшою моделлю, яка стартувала в Японії 21 листопада 2009 року, і в усьому світі в березні 2010 року. Розробка DSi почалася в кінці 2006 року, а прототип був представлений в жовтні 2008 року на конференції Nintendo в Токіо. Споживчий попит переконав Nintendo виробляти тоншу версію з більшими екранами, ніж DS Lite. Тому Nintendo позбулися слота картриджів Game Boy Advance (GBA) для поліпшення портативності без шкоди для довговічності.
Хоча дизайн DSi подібний до дизайну DS Lite, він має дві цифрові камери, підтримує внутрішнє та зовнішнє зберігання вмісту та підключається до онлайн-магазину під назвою Nintendo DSi Shop. Його нова функціональність була призначена для полегшення персоналізації, щоб заохотити кожного члена родини придбати DSi. Nintendo продала понад 41 мільйон одиниць DSi та DSi XL разом. Їм на зміну прийшла Nintendo 3DS.
Відгуки про Nintendo DSi були загалом позитивними; IGN і bit-tech засудили відсутність у консолі ексклюзивного програмного забезпечення та видалення слота для картриджів GBA, хоча її додаткові функції змусили багатьох журналістів рекомендувати її тим, хто не купував попередню модель DS. Численні критики були розчаровані обмеженою роздільною здатністю камер DSi, хоча інші, такі як Ars Technica та GameSpot, погодилися, що вони достатні для дисплея кишенькового пристрою. CNET і PCWorld вважають DSi Shop найважливішим стимулом для покупки для поточних власників DS. Деякі критики вважали, що DSi XL не є суттєвим оновленням. З іншого боку, GamePro та Wired UK високо оцінили більші екрани DSi XL за покращення ігрового процесу та відновлення старих ігор DS.

## Розробка

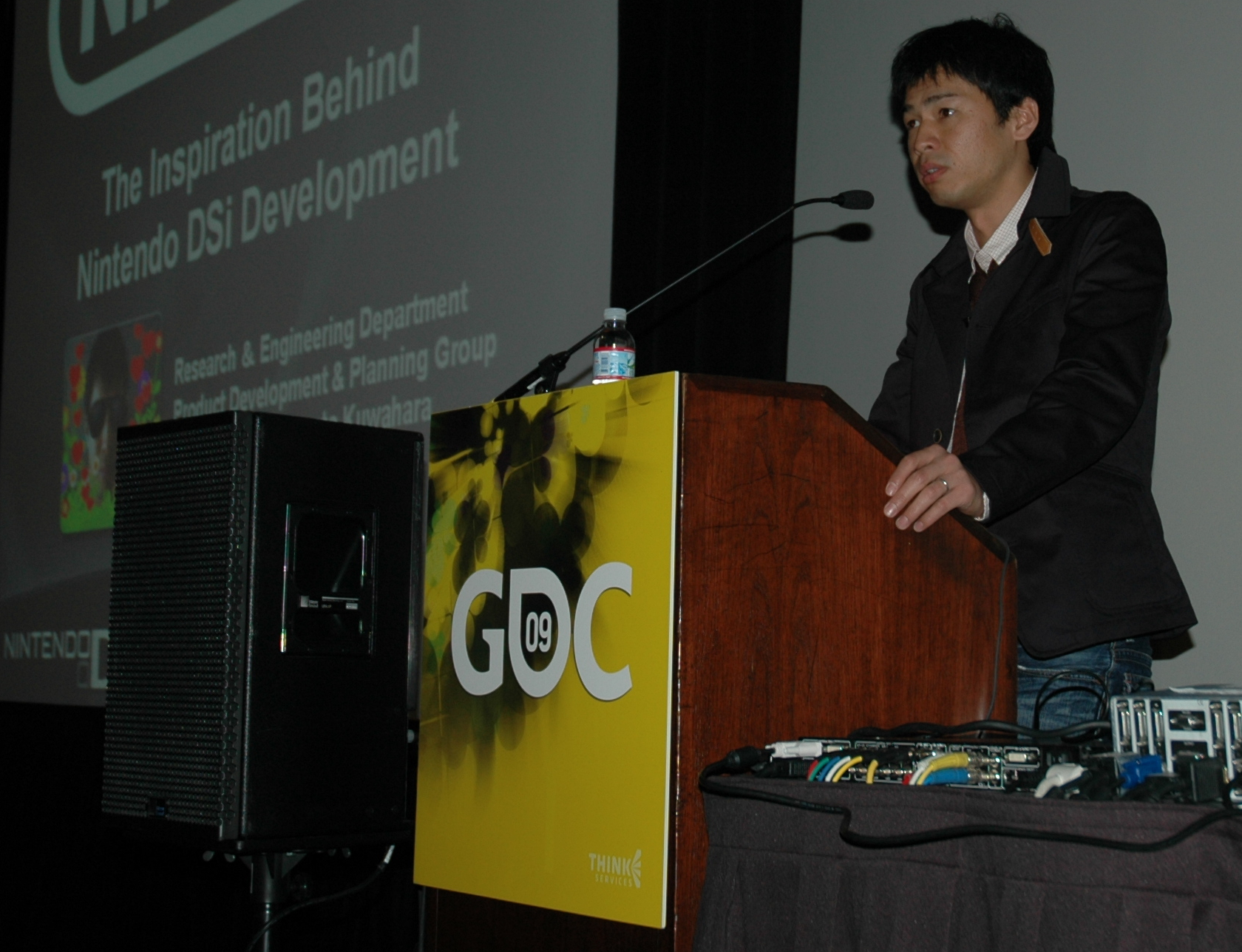
Кувахара обговорював створення DSi на Game Developers Conference у 2009 році.

Розробка Nintendo DSi почалася наприкінці 2006 року. Це був перший випадок, коли Масато Кувахара з інженерного відділу розробки Nintendo працював керівником апаратного проекту. Робота йшла швидкими темпами, щоб вкластися в терміни; його команда повинна була розробити тему для нового DS вчасно до презентації в кінці грудня, і до лютого 2007 року більшість специфікацій для чипсета повинні були бути завершені. Кувахара повідомив, що його команді було важко визначити потенційний ринок для DSi під час процесу розробки; він сказав про їхню мету: «Ми повинні мати можливість продавати консоль окремо [без ігор на момент запуску]. Вона також має бути здатною влитися в уже існуючий ринок DS». Цифрові камери консолі розглядалися на ранніх етапах розробки: президент і головний виконавчий директор Nintendo Сатору Івата описав сенсорний екран як відчуття дотику Nintendo DS, а мікрофон як його «вуха»; колега запропонував, щоб у нього були і «очі». Команда Кувахари спочатку хотіла зробити одну камеру з поворотним механізмом, але від цього відмовилися через побоювання щодо надійності, вартості та потреби у більш товстій консолі. Завдяки споживчому попиту Nintendo також покращила гучність і якість звуку на портативній консолі і зробила її тоншою і з більшими екранами порівняно з Nintendo DS Lite. Однак, щоб покращити портативність без шкоди для довговічності, гніздо для картриджа GBA, наявне на попередніх моделях, було видалено. Щоб компенсувати це, Nintendo продовжувала підтримувати DS Lite до тих пір, поки існував попит споживачів.
|                                                                  | Я зробив презентацію DSi, а потім у кінці запитав усіх, чи це ігрова система, яку вони хотіли б мати. Результат був від трьох до семи. Троє людей хотіли цього, семеро — ні. І я уявляю, що з тих пір один з дизайнерів стояв прямо перед ними, деякі з них стрималися від своєї справжньої думки, це було, швидше за все, так погано, як я боявся. |
| — Кувахара про реакцію Nintendo EAD на оригінальний дизайн DSi., | |

Розмір DSi було змінено в середині розробки, що затримало його випуск. Його оригінальний дизайн включав два слоти для ігрових карток DS через попит як спільнот фанатів, так і співробітників Nintendo, що, як наслідок, зробило його більшим. Коли в жовтні 2007 року дизайн консолі було представлено виробникам Nintendo Entertainment Analysis and Development, вона була тепло зустрінута через її розмір. Однак власні надії Івати та Кувахари вилилися у створення прототипу. Швидке практичне дослідження змусило їх відмовитися від дизайну з двома слотами, що зробило DSi приблизно на 3 мм тоншим. З моменту презентації кишенькового пристрою в компанії, його внутрішні конструкції були доопрацьовані разом із специфікаціями складання та довговічності.
Юі Ехара, дизайнер оригінального корпусу DS Lite та DSi, довелося змінити дизайн оновленого корпусу. Він виступав за зміну шести отворів динаміків, оскільки їх круглі перфорації були зайвими для решти інтерфейсу консолі. Він вважав, що ця зміна також свідчить про чіткішу відмінність між DSi та його попередниками, зберігаючи при цьому пристрій «акуратним» і «простим». Ехара сподівався, що додаткові функції DSi не завадять бажаному знаковому іміджу лінійки продуктів Nintendo DS: два прямокутники, один на одному, кожна з яких містить ще один прямокутник усередині. Ця модель була оприлюднена на конференції Nintendo в Токіо в жовтні 2008 року, а також її японська ціна та дата випуску. Незважаючи на те, що річні світові показники продажів лінійки продуктів DS постійно перевищували показники її основного ринкового конкурента, Sony PlayStation Portable, попит на неї в Японії зменшувався; Запуск Nintendo DSi мав на меті стимулювати продажі. Компанія була менш стурбована випуском DSi на інших територіях, де ринковий попит на DS Lite залишався високим.
Розробка великої моделі DS Lite у 2007 році призвела до появи DSi XL. Nintendo розробила велику модель DS Lite з 3,8-дюймовими (97 мм) екранами порівняно зі стандартними 3-дюймовими (76 мм) екранами; розробка цього нового портативного пристрою просунулася настільки далеко, що можна було почати масове виробництво. Однак Івата призупинив проект через споживчий попит на DS Lite та Wii. Пізніше він висунув ідею одночасного випуску великої та маленької версій DSi, але апаратна команда Nintendo була не в змозі розробити дві моделі одночасно. Після завершення роботи над DSi Кувахара почав проект DSi XL і став керівником проекту. DSi XL, модель DSi з 4,2-дюймовими (110 мм) екранами, була анонсована 29 жовтня 2009 року. Розглядалися різні назви для неї, включаючи «DSi Comfort», «DSi Executive», «DSi Premium», «DSi Living» і «DSi Deka» (японською означає «великий»). Творець Маріо Шіґеру Міямото наполягав на «DSi Deka». Консоль має кращий кут огляду порівняно з попередником, що дозволяє глядачам легше бачити вміст екрана. Ця функція була відсутня у великій моделі DS Lite через проблеми з вартістю на той час, які також обмежували розмір РК-екрану. Вартість рідкокристалічних екранів визначається кількістю частин, вирізаних з одного великого скляного листа. Щоб утримати ці витрати в межах певного порогу, Nintendo встановила ліміт розміру екрана приблизно 3,8 дюйма (97 мм), який пізніше був збільшений до 4,2 дюйма (110 мм).

## Запуск
1 листопада 2008 року DSi було випущено в Японії, 2 квітня 2009 року в Австралії та Новій Зеландії та 3 квітня в Європі, всі з чорно-білим корпусом. Вона була запущена в Сполучених Штатах і Канаді 5 квітня разом з грою Rhythm Heaven. Це була перша консоль DS, яка була представлена в кількох кольорах у Північній Америці — чорному та синьому. iQue випустив китайську модель DSi у чорно-білому кольорі з попередньо встановленою грою під назвою Nintendogs у грудні 2009 року. Nikkei Sangyo Shimbun (японська газета) повідомила, що китайські та корейські моделі мають покращений захист для боротьби з піратством. 15 квітня 2010 року DSi був запущений у Південній Кореї в білому, чорному, синьому та рожевому кольорах разом із грою MapleStory DS. MapleStory DS також був у комплекті з червоним обмеженим тиражем DSi, на зовнішній камері якого були надруковані персонажі з гри. Інші країни, в яких було випущено DSi, включають Бразилію, Росію та Туреччину.
Nintendo відправила 200 000 одиниць DSi для японського запуску, і протягом перших двох днів у продажу було продано понад 170 000 одиниць  — решта одиниць були або незатребуваними попередніми замовленнями, або зарезервованими для продажу на День культури.  До кінця місяця було продано 535 000 одиниць DSi у порівнянні з 550 000 одиниць DS Lite, проданими в місяць запуску. Протягом дводенного періоду запуску продажі в Європі та Північній Америці разом склали 600 000 одиниць. Продажі в Північній Америці за перший тиждень сягнули 435 000 одиниць. У Сполученому Королівстві протягом двох днів після випуску було продано 92 000 консолей. Дані GfK/Chart-Track показали, що це четвертий найкращий вихідний вікенд у регіоні — вище, ніж попередні рекорди, встановлені іншими ітераціями DS.

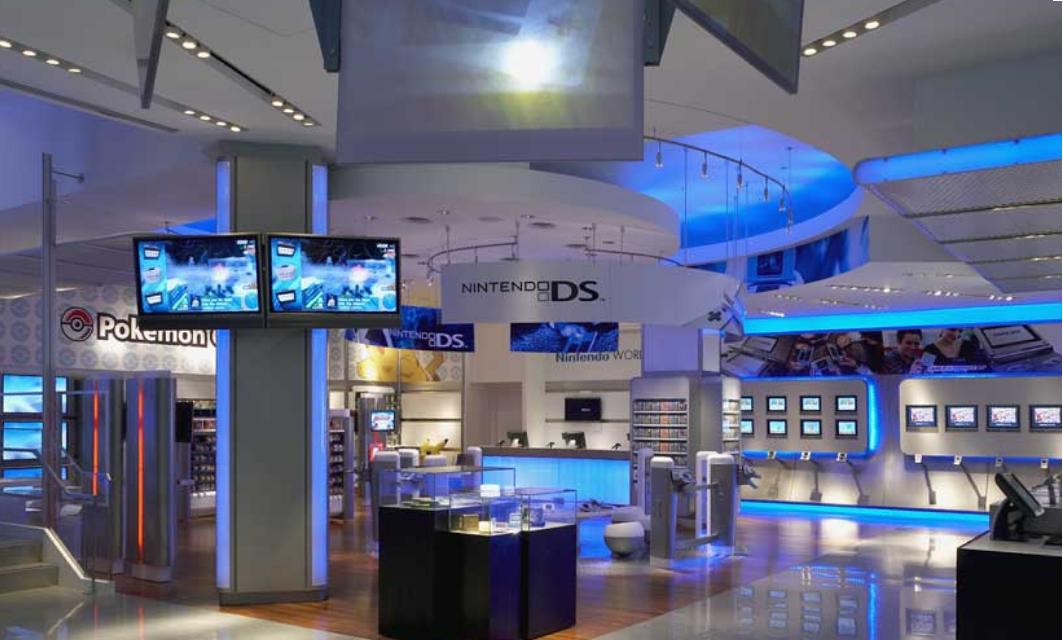
У Nintendo World Store у Нью-Йорку відбулася презентаційна подія.

Заходи з запуску DSi проходили на західному та східному узбережжі Сполучених Штатів. Nintendo виступила спонсором офіційної презентації на Universal CityWalk у Лос-Анджелесі та Nintendo World Store у Нью-Йорку. Опівнічна вечірка в Лос-Анджелесі включала кілька подій, включаючи роздачу товарів, підписи та художні галереї від iam8bit, демонстрації паркуру та виступи Gym Class Heroes. Сотні відвідали, і понад 150 залишилися до півночі, щоб придбати DSi в GameStop. Lego DSi художника Шона Кенні розміром в людський зріст був виставлений у Nintendo World Store.
Nintendo DSi XL була випущена в Японії 21 листопада 2009 року в бронзовому, бордовому та білому кольорах. Перші два кольори були доступні для випуску в Європі 5 березня 2010 року та 28 березня в Північній Америці. Консоль була представлена в Австралії 15 квітня 2010 року в бронзовому та бордовому кольорах. DSi XL була випущена в інших країнах, включаючи Бразилію, Південну Африку та Туреччину. Понад 100 500 одиниць було продано протягом перших двох днів продажу консолі в Японії і 141 000 одиниць було продано протягом перших трьох днів у Сполучених Штатах.
Випуск Nintendo 3DS, наступника серії кишенькових пристроїв Nintendo DS, було оголошено 23 березня 2010 року, щоб запобігти витоку новин у японській пресі та залучити потенційних відвідувачів на Electronic Entertainment Expo. На думку галузевих аналітиків, цей час привернув увагу після запуску в Північній Америці DSi XL. Старший аналітик M2 Research Біллі Піджен стверджував, що «XL — це стара новина в Японії, а Nintendo — це дуже орієнтована на Японію організація. Це лише материнська компанія в Японії, можливо, діє не в інтересах Nintendo of America». Івата відкинув будь-який значний вплив, розмовляючи із стурбованими інвесторами: «ті, хто хоче купити Nintendo 3DS відразу після анонсу, як правило, швидко реагують на все нове на ринку, а ті, хто купує Nintendo DS сьогодні, як правило, реагують відносно повільно».